# 1042
Évszázadok: 10. század – 11. század – 12. század
Évtizedek: 990-es évek – 1000-es évek – 1010-es évek – 1020-as évek – 1030-as évek – 1040-es évek – 1050-es évek – 1060-as évek – 1070-es évek – 1080-as évek – 1090-es évek
Évek: 1037 – 1038 – 1039 – 1040 –  1041 – 1042 – 1043 – 1044 – 1045 – 1046 – 1047

## Események
- február – Aba Sámuel magyar király serege a várható német támadás megelőzésére betör a Német-római Birodalom területére;
- III. Henrik német-római császár a magyar támadást visszaverve feldúlja Hainburgot és Pozsonyt, majd a Garamnál tél beálltával visszavonul;
- normann uralom kezdete Dél-Itáliában, az új normann főváros Melfi lesz.
- április 18. – V. Mikhaél bizánci császár kísérletet tesz arra, hogy megszabaduljon társuralkodójától Zoé császárnőtől és kolostorba küldi.
- április 19. – V. Mihály hatalmát felkelés dönti meg.
- április 21. – Zoé császárnő és Theodóra császárnő VIII. Kónsztantinosz bizánci császár lányai társuralkodóként trónra lépnek (június 12-én lemondanak).
- június 8. – Hitvalló Eduárd angol király trónra lépése.
- június 12. – Zoé császárnő harmadszor is férjhez megy és férje IX. Kónsztantinosz néven lép trónra (1055-ig uralkodik).
- Maniacesz György, bizánci hadvezér Szicíliában fellázad IX. Konstantin ellen.
- Harald bizánci hadvezér (1047-től III. Harald néven norvég király) a lázadás miatt visszatér hazájába.

## Halálozások
- augusztus 24. – V. Mihály bizánci császár (* 1015).
- június 8. – II. Hardeknut dán király (egyben angol király is, * 1018).